# Les Trois-Pierres
Les Trois-Pierres là một xã thuộc tỉnh Seine-Maritime trong vùng Normandie miền bắc nước Pháp.

### Huy hiệu
| Arms of Les Trois-Pierres | The arms of the commune of Les Trois-Pierres are blazoned: Azure, a fess argent charged with 3 stalks of wheat vert, in chief a sun Or between 2 seagulls volant respectant, and in base 3 stones argent. |

## Dân số
| 1962                                            | 1968 | 1975 | 1982 | 1990 | 1999 | 2006 |
| ----------------------------------------------- | ---- | ---- | ---- | ---- | ---- | ---- |
| 305                                             | 337  | 391  | 595  | 686  | 723  | 732  |
| Starting in 1962: Population without duplicates |      |      |      |      |      |      |